# Pseudelaphe
Pseudelaphe – rodzaj węży z podrodziny Colubrinae w rodzinie połozowatych (Colubridae).

## Zasięg występowania
Rodzaj obejmuje gatunki występujące w Meksyku, Belize, Gwatemali, Hondurasie i Nikaragui. 

## Systematyka

### Etymologia
Pseudelaphe: gr. ψευδος pseudos „fałszywy”; rodzaj Elaphe Fitzinger, 1833.

### Podział systematyczny
Do rodzaju należą następujące gatunki: 
- Pseudelaphe flavirufa
- Pseudelaphe phaescens